# Homewrecker
Homewrecker è stato un reality show trasmesso su MTV USA, condotto dalla star di Jackass Ryan Dunn. Lo show era un misto tra un reality sulla ristrutturazione delle case simile a Trading Spaces e Extreme Makeover: Home Edition; ma la stanza, anziché essere ristrutturata, veniva distrutta.

## Plot
Per partecipare a Homewrecker, il pretendente doveva inviare allo show la storia di come fosse vittima di violenze e scherzi da parte dei suoi amici.  Ogni puntata iniziava con la "vittima" che spiegava a Dunn cos'era successo a lui/lei. Dunn successivamente spiava l'aggressore per escogitare uno scherzo nei suoi confronti, come vendetta. Infine, Dunn e un team di aiutanti accompagnavano la vittima a vendicarsi dei torti subiti.
Lo show era composto da due parti, con due storie di persone diverse. Tra una scena e l'altra Dunn spiegava allo spettatore come eseguire simili distruzioni a casa. Le clip erano girate come i video di allenamento degli anni '60.